# Hamleys

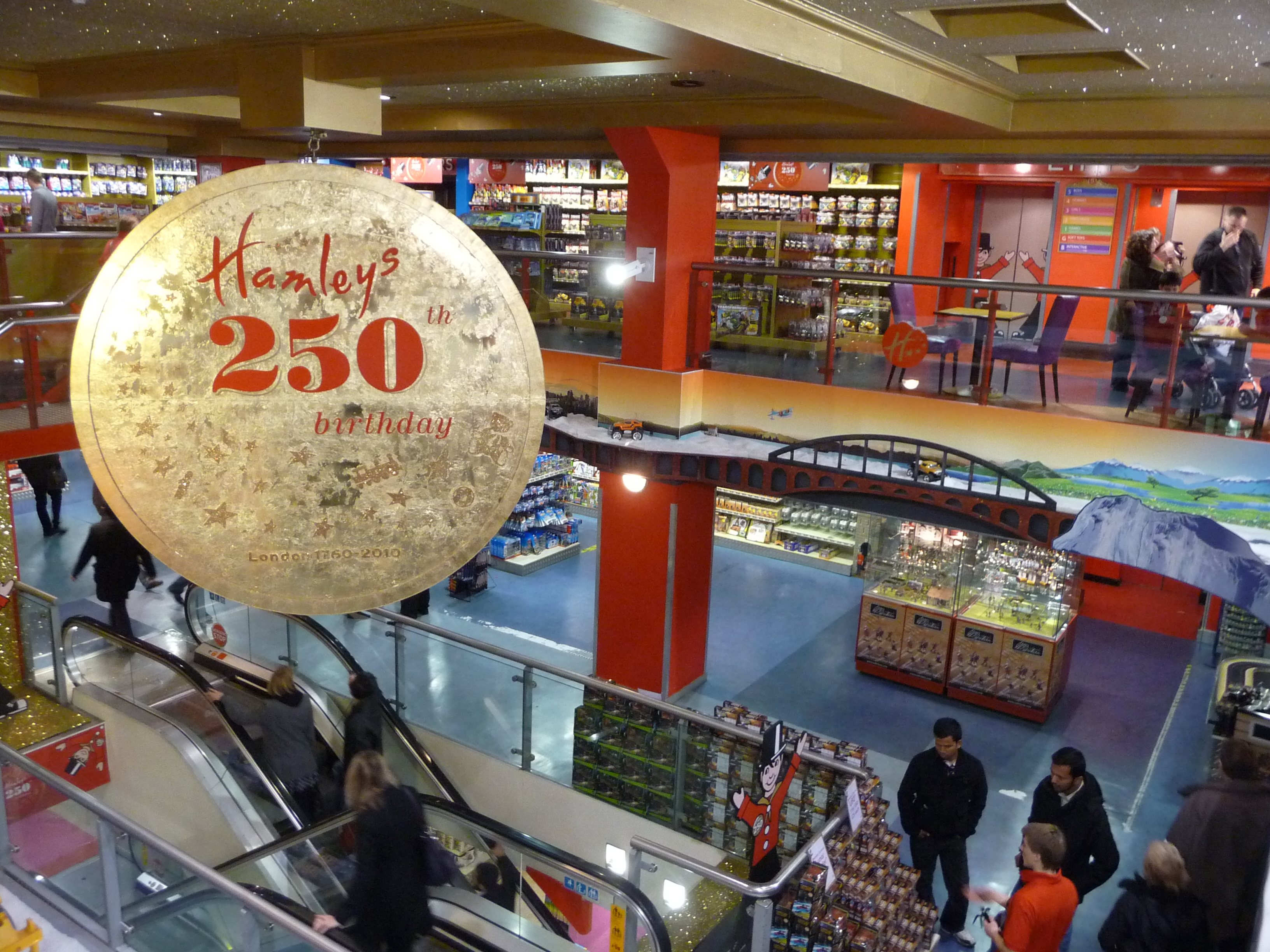
Wewnątrz sklepu przy Regent Street

Hamleys – brytyjska sieć sklepów z zabawkami, będąca jedną z największych na świecie. Firmowy sklep znajduje się przy Regent Street w Londynie i jest największym sklepem z zabawkami na świecie (powierzchnia 5,000 m²). Pozostałe duże sklepy znajdują się w Dublinie, Dubaju, Ammanie, Glasgow, Mumbaju, Ćennaj i Rijadzie. Sieć zaczęła ekspansję w krajach Europy Środkowo-Wschodniej i otworzyła firmowe sklepy w Pradze i Warszawie.

## Historia
Hamleys powstał w 1760 roku z inicjatywy Williama Hamleya. Początkowo nosił nazwę Arka Noego i mieścił się przy 231 High Holborn. Sklep przy 200 Regent Street został otwarty w 1881 roku. W 1901 roku oddział przy High Holborn został strawiony przez pożar, a następnie przeniesiony pod adres 86-87 High Holborn. Sklep słynął z importowanych lalek, zestawów naukowych, samochodzików i kolejek. Pod koniec lat 20. XX wieku Hamleys stanął w obliczu kryzysu i został zamknięty w 1931 roku. Jeszcze tego samego roku sklep został ponownie otwarty, kiedy Walter Lines (właściciel firmy produkującej zabawki) wykupił Hamleysa i pracował nad doprowadzeniem sklepu do dawnej świetności.
Jego wysiłki zostały nagrodzone w 1938 roku. Królowa Maria Teck, małżonka króla Jerzego V przyznała Hamleysowi liwerant (status dostawcy dworskiego). Królowa Elżbieta II przyznała go również w 1955 roku.
Podczas II wojny światowej Hamleys przy Regent Street został pięciokrotnie zbombardowany, ale to nie przerwało jego działalności. Sklep został przeniesiony do obecnej lokalizacji, przy 188-196 Regent Street.
Sklep Hamleys przy Regent Street rocznie odwiedza ponad 5 milionów osób, przez co postrzegany jest jako atrakcja turystyczna miasta. W przeciwieństwie do wielu firm, używających nazwy w dopełniaczu, Hamleys celowo rezygnuje z użycia apostrofu.

## Lokalizacja
Sklepy Hamleys znajdują się w Wielkiej Brytanii (Londyn, York, Manchester, Glasgow), Irlandii (Dublin), Danii (Kopenhaga), na Cyprze (Nikozja), w Jordanii (Amman), Zjednoczonych Emiratach Arabskich (Dubaj), Indiach (Mumbaj, Ćennaj) i Arabii Saudyjskiej (Rijad). W 2017 roku otworzono pierwszy sklep w Polsce. Warszawska placówka ma 1500 m² i oferuje zarówno zabawki jak i atrakcje dla dzieci.